# فرودگاه آلیس اسپرینگز
فرودگاه آلیس اسپرینگز (به انگلیسی: Alice Springs Airport) یک فرودگاه همگانی با کد یاتا ASP است که یک باند فرود آسفالت دارد و طول باند آن ۲۴۳۸ متر است. این فرودگاه در شهر آلیس اسپرینگز کشور استرالیا قرار دارد و در ارتفاع ۵۴۵ متری از سطح دریا واقع شده‌است.

## شرکت‌های هواپیمایی و مقصدهای پروازی
| شرکت‌های هواپیمایی           | مقصدهای پروازی                                                   |
| --------------------------- | ---------------------------------------------------------------- |
| ایرنورث                     | داروین، نیروی هوایی سلطنتی استرالیا در پایگاه تیندال، تنانت کریک |
| الیانس ایرلاینز             | بریزبن، The Granites                                             |
| کانتاس                      | آدلاید، بریزبن، ملبورن، پرث، سیدنی                               |
| کانتاس‌لینک اجرا توسط Cobham | اولورو، بریزبن، کنز، داروین,                                     |
| ویرجین استرالیا             | آدلاید، داروین                                                   |